# 3 Oddział Łączności
3 Oddział Łączności (niem. Nachrichten-Abteilung 3) – jeden z niemieckich oddziałów łączności okresu Republiki Weimarskiej i III Rzeszy. Sformowany 1 stycznia 1921 w Poczdamie w III Okręgu Wojskowym. 1 października 1934 podzielony na:
- Nachrichten-Abteilung Potsdam A,
- Nachrichten-Abteilung Liegnitz,
- Nachrichten-Abteilung Magdeburg.

15 października 1935 Nachrichten-Abteilung Potsdam A przemianowany na Infanterie-Divisions-Nachrichten-Abteilung 3 i przypisany w podległość 3 Dywizji Piechoty. W czasie pokoju stacjonował we Frankfurcie nad Odrą.
27 października 1940 oddział został zmotoryzowany.

## Dowódcy oddziału
- Major Pleger – 1924
- Oberstleutnant Salzmann – 1927, 1929
- Oberstleutnant Hoffmann – 1930, 1932